# Älvsjö (stadsdeel)
Älvsjö is een stadsdeel (stadsdelsområde) in het zuiden van Stockholm. De bebouwing is rond het station Älvsjö gebouwd, wat in 1909 begon. In 2012 had dit stadsdeel 26.345 inwoners. Met een oppervlakte van 9,11 km² komt dit neer op een bevolkingsdichtheid van 2892 inwoners/km².

## Bezienswaardigheden
- Stockholmsmässan, de belangrijkste hal van Zweden waar beurzen in worden gehouden.

## Districten
Het stadsdeel bestaat uit de volgende districten:
- Herrängen
- Liseberg
- Långbro
- Långsjö
- Solberga
- Älvsjö
- Örby Slott

## Verkeer en vervoer
Bij de plaats lopen de Länsväg 226 en Länsväg 271.
Stockholm-Oost:
Södermalm · 
Kungsholmen · 
Norrmalm · 
Östermalm

Stockholm-Zuid:
Enskede-Årsta-Vantör · 
Farsta · 
Hägersten-Liljeholmen · 
Skarpnäck · 
Skärholmen · 
Älvsjö

Stockholm-West:
Bromma · 
Hässelby-Vällingby · 
Rinkeby-Kista · 
Spånga-Tensta